# Henry Anderson (Footballspieler)
Henry Wyatt Anderson (* 3. August 1991 in Atlanta, Georgia) ist ein US-amerikanischer American-Football-Spieler auf der Position des Defensive Ends. Zuletzt spielte er für die Carolina Panthers in der National Football League (NFL).

## Frühe Jahre
Anderson besuchte die Woodward Academy in College Park, Georgia, etwa 5 Kilometer südlich von Atlanta. Neben Football spielte er auch Basketball und war im Leichtathletik-Team seiner Schule, unter anderem wurde er Meister im Kugelstoßen im Staat Georgia. Im Football galt er zu Highschoolzeiten als einer der besten Defensive-End-Spieler des Landes, so verzeichnete er 20,5 Sacks und 183 Tackles. Nach seinem Highschoolabschluss erhielt Anderson ein Stipendium der Stanford University. Für das dortige Team spielte er zwischen 2010 und 2014. Nachdem er in seinem ersten Jahr geredshirted worden war, kam er 2011 und 2012 als Backup zum Einsatz, ab 2013 war er schließlich Stammspieler als Defensive End. Insgesamt kam er in 47 Spielen zum Einsatz und verzeichnete dabei 76 Tackles und 16,5 Sacks. Mit seiner Mannschaft war er auch erfolgreich, so konnten sie 2012 und 2013 die Pac-12 Conference gewinnen. Außerdem siegten sie im Rose Bowl 2012 sowie im Foster Farms Bowl 2014. Auch Anderson persönlich erzielte gute Leistungen, so wurde er 2014 ins First-Team All-Pac-12 und 2012 ins Second-Team All-Pac-12 gewählt.

## NFL

### Indianapolis Colts
Im NFL-Draft 2015 wurde Anderson in der 3. Runde an 93. Stelle von den Indianapolis Colts ausgewählt. Sein NFL-Debüt gab er direkt am 1. Spieltag bei der 14:27-Niederlage der Colts gegen die Buffalo Bills. Seinen ersten Sack hatte er in der darauffolgenden Woche bei der 7:20-Niederlage gegen die New York Jets, als er deren Quarterback Ryan Fitzpatrick zu Fall brachte. Anderson kam in den folgenden 7 Spielen auch weiterhin zum Einsatz, bis er sich beim 27:24-Sieg gegen die bis dato noch ungeschlagenen Denver Broncos am Knie verletzte, sodass die Saison für ihn beendet war. In der Saison 2016 kam er zu deutlich weniger Spielzeit als noch zu Beginn der Saison 2015, in der Saison 2017 gehörte er allerdings wieder meistens zum Stammpersonal der Defensive Line. Allerdings war auch diese Saison für ihn früher beendet, diesmal zog er sich im Laufe des Spiels gegen die Houston Texans am 7. November 2017 eine Kehlkopfverletzung zu, die seine Saison beendete.

### New York Jets
Am 28. April 2018 wurde Anderson für einen Siebtrundenpick im Draft zu den New York Jets getradet. Dort spielte er in der Saison 2018 in allen 16 Saisonspielen und konnte insgesamt 7 Sacks verzeichnen, sein Karrierehöchstwert in der NFL. Deswegen unterschrieb er im April 2019 einen neuen Dreijahresvertrag über 25,2 Millionen US-Dollar bei den New York Jets. Direkt im 1. Spiel der Saison 2019 sorgte Anderson jedoch für negative Schlagzeilen, als er den Quarterback der Buffalo Bills, Josh Allen, deutlich zu spät tackelte. Dafür musste er eine Strafe in Höhe von 10.527 US-Dollar an die NFL bezahlen. Dennoch war er in dieser Saison Stammspieler bei den Jets, verpasste jedoch drei Spiele aufgrund einer Schulterverletzung. In der Saison 2020 verlor er jedoch seinen Stammplatz als Starter. Er kam zwar in allen 16 Spielen zum Einsatz, jedoch nur noch achtmal von Beginn an. Allerdings konnte er in der Saison 42 Tackles verzeichnen, sein Karrierehöchstwert. Am 2. März 2021 entließen die Jets Anderson.

### New England Patriots
Im März 2021 unterschrieb Anderson einen Zweijahresvertrag bei den New England Patriots. Sein Debüt für sein neues Team gab er direkt am 1. Spieltag der Saison 2021 bei der 16:17-Niederlage gegen die Miami Dolphins. Am 4. Spieltag zog er sich bei der 17:19-Niederlage gegen die Tampa Bay Buccaneers eine Brustmuskelverletzung zu, wegen der er tags darauf auf die Injured Reserve Liste gesetzt wurde und die restliche Saison verletzt verpasste. So kam er in der Saison nur auf vier Einsätze und konnte sich nicht in der Defense der Patriots etablieren. Vor Beginn der Saison 2022 wurde Anderson auf die Injured Reserve List gesetzt und einigte sich anschließend mit den Patriots auf eine Auflösung seines Vertrags.

### Carolina Panthers
Am 5. September 2022 nahmen die Carolina Panthers Anderson unter Vertrag. Dort debütierte er direkt am 1. Spieltag der Saison 2022 bei der 24:26-Niederlage gegen die Cleveland Browns, bei der er zwei Tackles verzeichnen konnte. Im Verlauf der Saison konnte Anderson sich allerdings nicht in der Defense der Panthers etablieren und blieb lediglich Backup. Im Oktober 2022 erlitt er einen kleinen Schlaganfall, weswegen er mehrere Wochen pausierte. Sein Comeback gab er schließlich am 14. Spieltag beim 30:24-Sieg gegen die Seattle Seahawks. Er unterschrieb im März 2023 erneut bei den Panthers. In der Vorbereitung auf die Saison 2023 zog er sich beim Preseason-Spiel gegen die New York Jets eine Fußverletzung zu, wegen der er auf die Injured Reserve List gesetzt wurde und die gesamte Saison verpasste.

## Karrierestatistiken
| Legende | Legende             |
| ------- | ------------------- |
| Fett    | Karrierehöchstwerte |

| Saison                             | Team             | Spiele                          | Spiele                          | Tackles                         | Tackles                         | Tackles                         | Tackles                         | Interceptions                   | Interceptions                   | Interceptions                   | Interceptions                   | Interceptions                   | Interceptions                   | Fumbles                         | Fumbles                         | Fumbles                         |
| Saison                             | Team             | Gesamt                          | Starter                         | Gesamt                          | Solo                            | Assist                          | Sacks                           | PD                              | Int                             | Yards                           | Durchschnitt                    | Lang                            | TD                              | FF                              | FR                              | TD                              |
| ---------------------------------- | ---------------- | ------------------------------- | ------------------------------- | ------------------------------- | ------------------------------- | ------------------------------- | ------------------------------- | ------------------------------- | ------------------------------- | ------------------------------- | ------------------------------- | ------------------------------- | ------------------------------- | ------------------------------- | ------------------------------- | ------------------------------- |
| 2015                               | Colts            | 9                               | 9                               | 31                              | 19                              | 12                              | 1,0                             | 2                               | 0                               | 0                               | 0,0                             | 0                               | 0                               | 0                               | 0                               | 0                               |
| 2016                               | Colts            | 11                              | 2                               | 12                              | 9                               | 3                               | 0,0                             | 2                               | 0                               | 0                               | 0,0                             | 0                               | 0                               | 0                               | 1                               | 0                               |
| 2017                               | Colts            | 9                               | 8                               | 22                              | 15                              | 7                               | 2,0                             | 0                               | 0                               | 0                               | 0,0                             | 0                               | 0                               | 1                               | 0                               | 0                               |
| 2018                               | Jets             | 16                              | 3                               | 35                              | 22                              | 13                              | 7,0                             | 4                               | 0                               | 0                               | 0,0                             | 0                               | 0                               | 0                               | 0                               | 0                               |
| 2019                               | Jets             | 13                              | 13                              | 25                              | 14                              | 11                              | 1,0                             | 0                               | 0                               | 0                               | 0,0                             | 0                               | 0                               | 0                               | 0                               | 0                               |
| 2020                               | Jets             | 16                              | 8                               | 42                              | 19                              | 23                              | 0,5                             | 0                               | 0                               | 0                               | 0,0                             | 0                               | 0                               | 0                               | 0                               | 0                               |
| 2021                               | Patriots         | 4                               | 0                               | 3                               | 3                               | 0                               | 0,0                             | 0                               | 0                               | 0                               | 0,0                             | 0                               | 0                               | 0                               | 0                               | 0                               |
| 2022                               | Panthers         | 11                              | 0                               | 18                              | 9                               | 9                               | 0,0                             | 0                               | 0                               | 0                               | 0,0                             | 0                               | 0                               | 0                               | 0                               | 0                               |
| 2023                               | Panthers         | verletzungsbedingt kein Einsatz | verletzungsbedingt kein Einsatz | verletzungsbedingt kein Einsatz | verletzungsbedingt kein Einsatz | verletzungsbedingt kein Einsatz | verletzungsbedingt kein Einsatz | verletzungsbedingt kein Einsatz | verletzungsbedingt kein Einsatz | verletzungsbedingt kein Einsatz | verletzungsbedingt kein Einsatz | verletzungsbedingt kein Einsatz | verletzungsbedingt kein Einsatz | verletzungsbedingt kein Einsatz | verletzungsbedingt kein Einsatz | verletzungsbedingt kein Einsatz |
| Gesamte Karriere                   | Gesamte Karriere | 89                              | 43                              | 188                             | 110                             | 78                              | 11,5                            | 8                               | 0                               | 0                               | 0,0                             | 0                               | 0                               | 1                               | 1                               | 0                               |
| Quelle: pro-football-reference.com |                  |                                 |                                 |                                 |                                 |                                 |                                 |                                 |                                 |                                 |                                 |                                 |                                 |                                 |                                 |                                 |